# Fałków
Fałków è un comune rurale polacco del distretto di Końskie, nel voivodato della Santacroce.
Ricopre una superficie di 132,1 km² e nel 2004 contava 4 780 abitanti.